# Glaphyromorphus fuscicaudis
Glaphyromorphus fuscicaudis — вид сцинкоподібних ящірок родини сцинкових (Scincidae). Ендемік Австралії.

## Поширення і екологія
Glaphyromorphus fuscicaudis мешкають в прибережних районах на північному сході Квінсленду, від Палуми на північ до Великого Плато, зокрема на острові Хінчінбрук. Вони живуть у вологих рівнинних тропічних лісах та на галявинах, серед опалого листя і гнилої деревини. Відкладають яйця.